# Großer Lienewitzsee
Der Große Lienewitzsee ist ein See im Landkreis Potsdam-Mittelmark im Land Brandenburg. Er ist etwa 13,78 Hektar groß und in seiner Ausdehnung von Nordosten nach Südwesten etwa 740 Meter lang. Seine breiteste Stelle beträgt etwa 200 Meter bei einer maximalen Tiefe von 6 m. Er liegt im Gebiet der amtsfreien Gemeinde Michendorf.

## Geographie

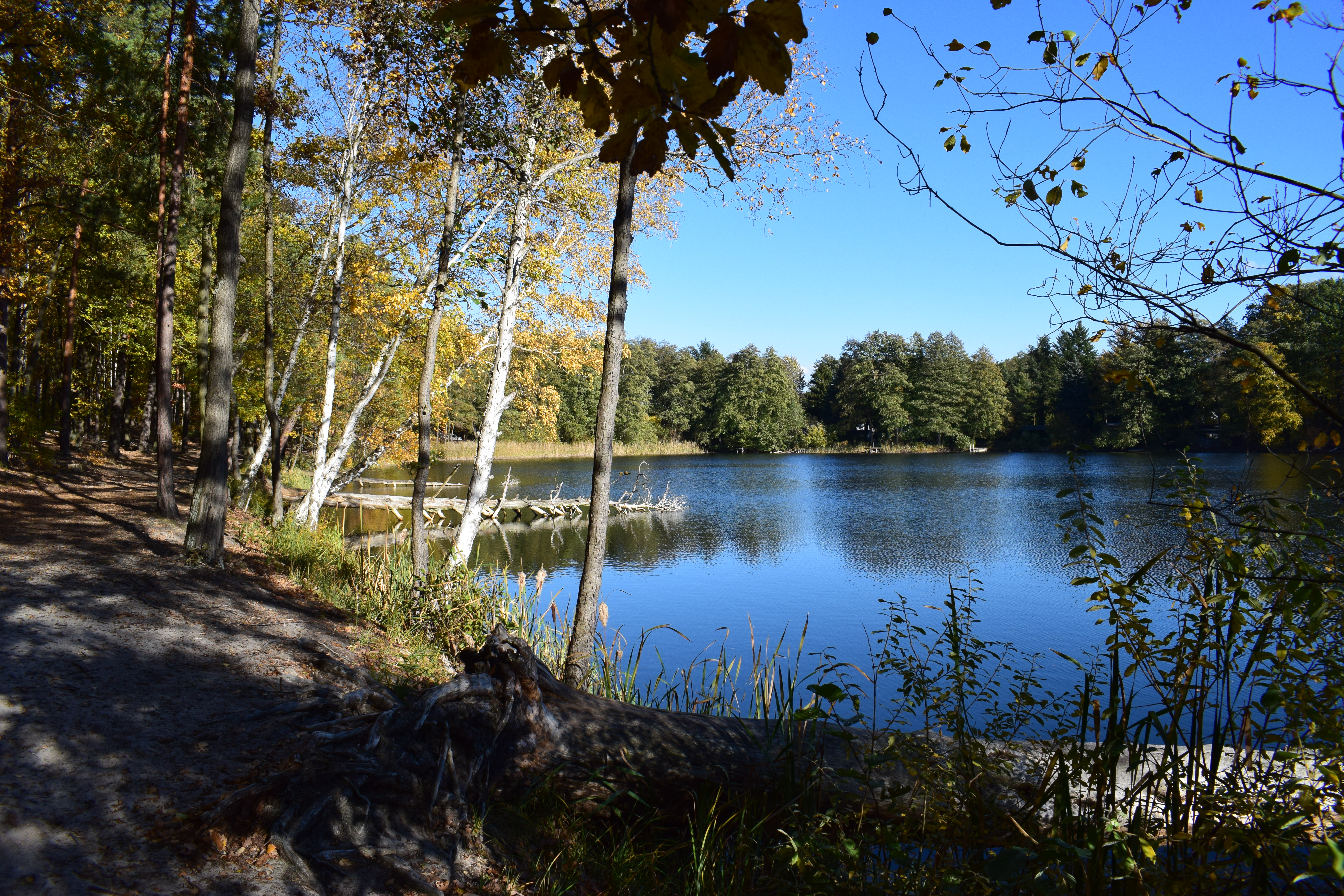
Kleiner Lienewitzsee

Der Große Lienewitzsee liegt südlich der Havel in einem Waldgebiet im Naturschutzgebiet Lienewitz-Caputher Seen- und Feuchtgebietskette. Er hat im Norden eine grabenartige Verbindung zum Caputher See. Durch den gesunkenen Grundwasserspiegel ist diese Verbindung meist ausgetrocknet. Am Südwestende liegt der Wohnplatz Lienewitz. Südwestlich des Gewässers befindet sich der Kleine Lienewitzsee. Die Bundesautobahn 10, der südliche Berliner Ring, ist etwa einen Kilometer entfernt.

## Geschichte
Der See wurde bereits 1317 erstmals urkundlich erwähnt (stagnum quod dicitur Lynewitzersee). Der Name leitet sich von einer altpolabischen Grundform *Linovica oder *Linovec, zu *lin = Schlei ab und bedeutet so viel wie Schleisee. Der Gewässername wurde auf zwei mittelalterliche Siedlungen, Ober- und Niederlienewitz, übertragen. Die beiden Dörfer fielen bis Anfang des 15. Jahrhunderts wüst. Sie bzw. die Feldmarken vor 1444/5 waren in gemeinsamen Besitz der Familien v. Ziegesar und von Hake. Von 1444/5 bis 1543 gehörten sie dem Prämonstratenserstift St. Marien auf dem Harlungerberg auf dem Harlungerberg bei Brandenburg an der Havel. Dieses wurde 1543 säkularisiert und der Besitz vom Kurfürsten eingezogen. Die wüste Feldmark Lienewitz wurde zunächst als Pfand an Antonius v. Warburg übergeben, nach 1552 dem Amt Saarmund übertragen. Anfang des 18. Jahrhunderts wurde hier ein Teerofen eingerichtet. 1734 wurde ein Büdnerhaus für einen „Holzwärter“ errichtet, 1772 folgte ein Vorwerk. Aus dieser kleinen Ansiedlung, die wieder den Namen der mittelalterlichen Siedlung(en) bekam, entwickelte sich der heutige Wohnplatz Lienewitz der Gemeinde Michendorf.

## Geologie
Der Große Lienewitzsee liegt in einer schwächeren eiszeitlichen Rinne, die vor etwa 19.000 Jahren im Zuge des Weichselhochglazials entstand. Zu dieser Zeit strömten die Schmelzwasser nicht nach Westen in die Havelrinne, sondern über den Karinchensee zunächst nach Süden, dann über das Seddiner Fenn, die Seddiner Seen und den Langen Grund durch die Fresdorfer Heide nach Osten Richtung Saarmund in die Trebbin-Potsdamer Abflussbahn zwischen dem Saarmunder Endmoränenbogen und dem Teltowplateau, die heute von den Flüssen Nuthe und Nieplitz genutzt wird.

## Hydromorphologie

### Wassertiefen und Schichtung
Die durchschnittliche Wassertiefe des Sees beträgt zwei Meter, und die tiefste Stelle wird mit fünf Metern angegeben. Das Wasser des Großen Lienewitzsees ist nährstoffreich. Im Jahr 2005 wurde der See als schwach eutroph eingestuft. Das entspricht auch seiner natürlichen Trophie. Vom Typ her ist er ein kalkreicher, geschichteter See mit kleinem Einzugsgebiet und der Schichtung des Wassers in verschiedenen Temperatur- beziehungsweise Konvektionsebenen. Die Sichttiefe liegt auf Grund des geringen Anteils an Phytoplankton bei 1,5 Metern.

### Seegrund
Der Seegrund des Gewässers ist feinsandig bis grobkiesig.

### Uferbereich und Pflanzen

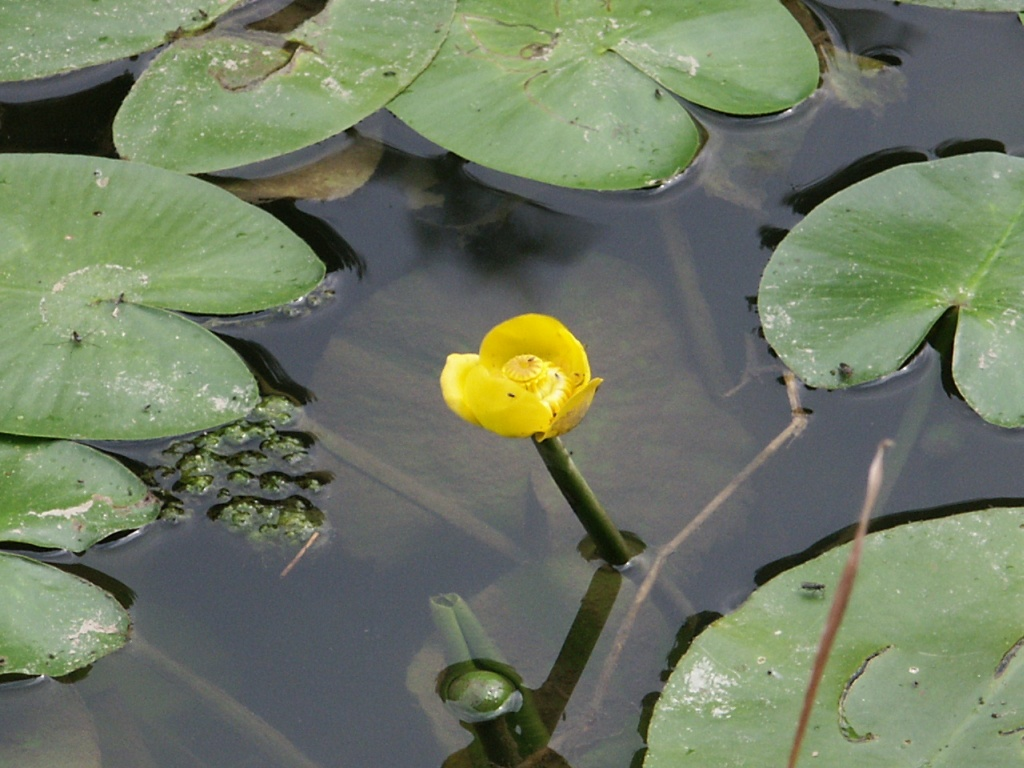
Gelbe Teichrose

Die teilweise steil abfallenden Ufer sind von einem Schilfgürtel gesäumt. Der Schilfrohrgürtel besteht aus dichten Rohrkolbenbeständen und Binsenbewuchs (Cladium mariscus). Die geschützten Flachwasserbereiche sind von Teichrosen der Gattung Nuphar überwachsen. Am östlichen Seeufer gibt es einen Wanderweg. In vielen Bereichen, besonders am Westufer, ist der unmittelbare Uferbereich von alten Bäumen gesäumt. Viele Uferbereiche sind schwer oder nicht zugänglich. Die einzige Badestelle befindet sich am nordöstlichen Ende des Sees und ist über den markierten Rad- und Wanderweg zu erreichen.

## Tierwelt
Auf Grund des vorhandenen Schilfgürtels gibt es ausreichende Laichzonen im See. Der See wird als fischreich beschrieben. Es kommen alle wichtigen mitteleuropäischen Fischarten im See vor, wie Bleie (Brassen), Plötzen, Rotfedern, Schleie, Güster, Barsche, Zander, Hechte, Welse und Aale. Als Hauptvertreter der Lurche ist der Teichfrosch zu nennen. Ringelnattern sind verbreitet. Als häufigste Wasservögel sind die Blessrallen und der Haubentaucher anzutreffen.